# Charlie Gray
Pour les articles homonymes, voir Gray.
Charlie Gray, né en 1809 à Édimbourg et mort près de Cooper Creek en Australie le 17 avril 1861, est un explorateur écossais.

## Biographie
Marin, il s'établit dans le Victoria à la fin des années 1850. Il prend part à une expédition avec les frères Gregory dans le centre de l'Australie puis accompagne Robert O'Hara Burke et William John Wills lors de la dernière partie de leur périple. Il ne parvient pas à atteindre le dépôt de Cooper Creek et meurt de dysenterie peu avant. Au lieu de sa mort un panneau lui rend hommage. 
Jules Verne l'évoque dans deux de ses romans, Les Aventures du capitaine Hatteras (partie 1, chapitre XII) et Les Enfants du capitaine Grant (partie 2, chapitre XI).